# Aeropuerto de Rostock-Laage
El Aeropuerto de Rostock (o Aeropuerto de Rostock-Laage) (IATA: RLG, OACI: ETNL) es el aeropuerto de Rostock, Alemania. 

## Aerolíneas y destinos
Las siguientes aerolíneas operan vuelos regulares al Aeropuerto de Rostock:
| Aerolíneas        | Destinos                                                   |
| ----------------- | ---------------------------------------------------------- |
| Condor Flugdienst | Estacional: Palma de Mallorca (inicia 19 de julio de 2024) |
| Corendon Airlines | Estacional: Antalya, Heraclión                             |

## Estadísticas
Ver fuente y consulta Wikidata.

## Transporte terrestre
Hay tres buses al día desde la estación de trenes de Rostock. La distancia es de 25 km. El taxi cuesta 37 €. La autovía BAB 19 (Rostock - Berlín) está cerca.